# Ernie Schaaf
Frederick Ernest Schaaf, meglio noto come Ernie Schaaf (Elizabeth, 27 settembre 1908 – New York, 14 febbraio 1933), è stato un pugile statunitense. Già sfidante al titolo mondiale dei pesi mediomassimi, cadde in coma sotto i pugni di Primo Carnera e morì pochi giorni dopo.

## Carriera
Incontrò alcuni tra i più forti pugili del suo tempo, tra i quali Tommy Loughran, per il titolo mondiale dei pesi mediomassimi (versione della Commissione Atletica dello Stato di New York), nonché Jim Braddock, Max Baer e Primo Carnera, futuri campioni del mondo dei pesi massimi. Ernie Schaaf incontrò due volte Baer. Riuscì a prevalere nel primo incontro ma venne sconfitto al secondo, messo al tappeto con due diretti alla tempia sinistra, alla fine della decima e ultima ripresa. Dopo pochi secondi il match terminò, ma passarono molti altri minuti prima che il pugile del New Jersey rinvenisse e potesse restare in piedi senza aiuto. Il verdetto ai punti fu a favore di Baer ma non fu unanime. L'incidente però ebbe conseguenze, perché da allora Schaaf soffrì spesso di emicrania e il suo rendimento sul ring non fu più lo stesso di prima. 
Sei mesi dopo la sconfitta, il 10 febbraio 1933, Schaaf salì nuovamente sul ring per incontrare l'italiano Primo Carnera. Il verdetto avrebbe designato lo sfidante al titolo del campione del mondo in carica, Jack Sharkey. L'incontro fu molto duro per il pugile americano, che venne sconfitto per ko alla tredicesima ripresa. A causa dei potenti colpi inflitti dall'italiano, Schaaf entrò in coma e morì pochi giorni dopo. Sebbene alcuni avessero accusato Carnera di essere un assassino, molti diedero la colpa della morte di Schaaf ai danni subiti nell'incontro con Baer. Un'inchiesta promossa dopo il match avrebbe messo in luce che, già prima di salire sul ring con Carnera, Schaaf aveva subito danni irreversibili al cervello. La tragica fine del pugile causò comunque un forte senso di colpa a Carnera che venne colpito da una forma di depressione e per diversi mesi non volle più combattere.